# 貴湖全科醫院
貴湖全科醫院是位於加拿大安大略省貴湖的醫療機構，有182張床位，職員總數約1600人。該院於1875年8月16日啟用，當時有12張床位。
2017年，該院標準化死亡率（越低越好）為78，被評為加拿大最安全的醫院之一（全國平均死亡率為91）。同年，該院在急症室等候時間等方面被評為安大略省最佳醫院之一。

## 外部連結
- Guelph General Hospital （页面存档备份，存于）
- The Foundation of Guelph General Hospital at Canada Revenue Agency
- Rochon, Mark; Robinson, Ruth; Glendining, Murray; MacDonald, Virginia.  (PDF) (报告). 26 August 2002  [2009-11-06]. （原始内容存档 (PDF)于2021-12-25）.

43°33′22″N 80°15′13″W / 43.556223°N 80.253528°W